# Diplomacia de rehenes
La diplomacia de rehenes es la toma de rehenes con fines diplomáticos. Aunque era una práctica habitual en la antigüedad, es una práctica controvertida en la diplomacia moderna. Entre los países modernos que se considera que han recurrido a la diplomacia de los rehenes se encuentran China, Corea del Norte, Irán, Rusia, Turquía y Venezuela.

## Antecedentes y definición
La costumbre de tomar rehenes era una parte integral de las relaciones exteriores en el mundo antiguo. Esta larga historia de uso político y militar indica que las autoridades políticas o los generales acordaban legalmente entregar uno o, por lo general, varios rehenes bajo la custodia de la otra parte, como garantía de buena fe en el cumplimiento de las obligaciones. Estas obligaciones podían consistir en la firma de un tratado de paz, en manos del vencedor, o incluso en el intercambio de rehenes como garantía mutua en casos como un armisticio.
En la antigua China, durante la Dinastía Zhou Oriental, los estados vasallos intercambiaban rehenes para garantizar la confianza mutua. Dicho rehén se conocía como zhìzǐ (質子, «hijo rehén»), que solía ser un príncipe de la casa gobernante. Durante la dinastía Han, tomar rehenes unilaterales que consistían en zhìzǐ era una práctica habitual de la monarquía centralizada para controlar los estados yí más pequeños. Sin embargo, algunos textos clásicos chinos se oponían al sistema de rehenes. Sobre el famoso intercambio de rehenes entre Zhou y Zheng (周鄭交質), el Zuo Zhuan criticó el incidente:
 
Los romanos también solían llevarse a los hijos de los príncipes tributarios y educarlos en Roma, lo que les garantizaba la lealtad continua de la nación conquistada y además inculcaba la ideología romana en los posibles futuros gobernantes. Esta práctica también se adoptó en los primeros tiempos de la ocupación británica de la India, y por Francia en sus relaciones con las naciones árabes del norte de África.
En la actualidad, la diplomacia de rehenes consiste en la toma de rehenes con fines diplomáticos. Tiene una connotación negativa, asociada con la toma de rehenes con fines delictivos, y a menudo se manifiesta en forma de arrestos de extranjeros por cargos falsos. Los rehenes diplomáticos son entonces utilizados como moneda de cambio.

## Actualidad

### Burkina Faso
En diciembre de 2023, cuatro agentes de la Dirección General de Seguridad Exterior (DGSE) de Francia fueron encarcelados por las autoridades de Burkina Faso a su llegada a la capital Uagadugú. Las autoridades locales afirmaron que «no habían sido enviados a través de los canales diplomáticos habituales» y que sus teléfonos contenían «una gran cantidad de información sobre contactos locales en el país».
Según la prensa francesa, los observadores vincularon la situación con «la creciente influencia de las fuerzas rusas Wagner», sugiriendo que las autoridades locales fueron presionadas para elegir entre Rusia o Francia, «pero no ambas», en lo que se describió como un ultimátum. La DGSE reconoció que «se cometieron varios errores», pero hizo hincapié en dos puntos clave: en primer lugar, la influencia militar de Rusia y, en segundo lugar, la condena por parte de Francia de los dos golpes de Estado perpetrados en Uagadugú en 2024, dirigidos contra los instigadores del golpe por parte del presidente francés.
Después de que Francia llegara a un acuerdo con Marruecos para apoyar su postura sobre la gestión del Sáhara Occidental, oponiéndose a la propuesta de Argelia, los servicios diplomáticos marroquíes intervinieron para ayudar. Durante los golpes de Estado en Burkina Faso, el rey Mohammed VI solo pidió «evitar el derramamiento de sangre en la medida de lo posible», sin condenar a ninguna de las partes. A finales de 2024, tras un nuevo acercamiento diplomático entre Marruecos y Francia, las autoridades marroquíes ayudaron a convencer a las autoridades de Burkina Faso para que liberaran a los agentes, que habían permanecido encarcelados durante aproximadamente un año.

### China
Según The Guardian, China tiene un historial de diplomacia de rehenes, pero ha negado repetidamente participar en esta práctica. Entre 1967 y 1969, el Partido Comunista de China mantuvo a dos docenas de diplomáticos y civiles británicos como rehenes de facto. Los británicos lograron la liberación de su personal al desvincular la situación de los rehenes de cuestiones políticas y económicas más amplias mediante una negociación prolongada.
Se cree ampliamente que China detuvo a dos canadienses, Michael Spavor y Michael Kovrig, en respuesta al arresto de Meng Wanzhou. En 2019, la detención del australiano Yang Hengjun también se relacionó con un nuevo esfuerzo de diplomacia de rehenes en respuesta al arresto de Meng Wanzhou. Antes de la detención de Hengjun, el gobierno australiano había criticado duramente al gobierno chino por detener a los dos canadienses. La detención en 2020 de la presentadora de noticias australiana Cheng Lei también se ha considerado como un posible caso de diplomacia de rehenes, al igual que la prohibición de salida del país impuesta en febrero de 2019 al ciudadano irlandés Richard O'Halloran.
El Instituto Lowy concluyó que el uso de la diplomacia de rehenes por parte de China, entre otras cosas, socava su narrativa de «ascenso pacífico». El gobierno taiwanés expresó su preocupación por que la Ley de Seguridad Nacional de Hong Kong de 2020 se utilizara para facilitar una mayor diplomacia de rehenes por parte de China. Según Taiwan News, en 2020 China comenzó a practicar la diplomacia de rehenes hacia Taiwán, un objetivo contra el que no la había utilizado desde hacía tiempo.
El 15 de febrero de 2021, 58 países, entre ellos Japón, Australia, el Reino Unido y los Estados Unidos, formaron una coalición liderada por Canadá, firmaron una declaración no vinculante y condenaron la detención arbitraria de ciudadanos extranjeros con fines diplomáticos. Aunque China no fue mencionada oficialmente, funcionarios canadienses y estadounidenses afirmaron que China era el objetivo de la declaración. El Ministerio de Asuntos Exteriores canadiense afirmó que no se dirigía a un solo país, sino que estaba ejerciendo presión diplomática sobre la cuestión. Poco después, la embajada de China en Canadá publicó un artículo del tabloide Global Times, propiedad del Partido Comunista de China, en el que se desestimaban los esfuerzos de la coalición como un «ataque agresivo y poco meditado destinado a provocar a China».
En septiembre de 2021, tras la liberación de Meng Wanzhou, los dos canadienses detenidos en China, así como los dos estadounidenses detenidos en China, cuyas detenciones se sospechaba que estaban relacionadas con la diplomacia de rehenes en torno al caso judicial de Meng Wanzhou, fueron puestos en libertad..
China también ha detenido a ciudadanos estadounidenses como Mark Swidan y Kai Li, consideradas como arbitrarias por un grupo independiente de expertos en derechos humanos del Grupo de Trabajo de las Naciones Unidas sobre Detención Arbitraria, al igual que Alice Lin.

### Corea del Norte
Corea del Norte ha hecho un amplio uso de la diplomacia de rehenes como herramienta contra Estados Unidos, Corea del Sur, Japón, Malasia y varios países europeos. Los rehenes suelen ser turistas o estudiantes de intercambio a los que se acusa de delitos menores o de espionaje. Para 2019 se especulaba que el régimen de Kim Jong-un ha pasado de utilizar a los rehenes como medio de presión a utilizarlos como escudos humanos para protegerse de una temida intervención estadounidense. El caso de Otto Warmbier, que terminó con su muerte de poco después de su liberación, es un ejemplo especialmente conocido de la diplomacia de rehenes en el país.

### Gaza
Hamas utiliza la diplomacia de los rehenes como medio de presión política, algo particularmente evidente en la forma en los secuestros durante la Guerra Israel-Gaza en 2023.

### Irán
La diplomacia moderna de rehenes iraní comenzó poco después de la revolución iraní con la crisis de los rehenes en Irán.
El gobierno de Irán ha utilizado la diplomacia de los rehenes como una herramienta diplomática clave. Entre los rehenes se encuentran Nazanin Zaghari-Ratcliffe, Jolie King, Kylie Moore-Gilbert, Morad Tahbaz, Kamal Foroughi, Aras Amiri, Kameel Ahmady, Farid Safarli y Anousheh Ashouri.
De acuerdo con el diplomático Hans-Jakob Schindler, el caso del empresario Helmut Hofer supuso el primer caso conocido de «diplomacia de rehenes» en el que se vio involucrada Alemania. Hofer fue detenido en Teherán en 1997, acusado de mantener relaciones sexuales con una mujer musulmana soltera, un delito castigado con la pena de muerte según la ley sharia. Se cree que la mujer pudo haber actuado en nombre del gobierno iraní, ya que tal acusación podría haber puesto en peligro su propia vida. Schindler, ahora director del «Proyecto contra el Extremismo», ha señalado qu Irán utilizó a Hofer y a otros detenidos como rehenes políticos. Cinco años más tarde, el pescador alemán Donald Klein también fue detenido, acusado de cruce ilegal de la frontera, condenado a 18 meses de prisión. En el trasfondo estaba la presión de Irán sobre Alemania para que liberara a Kazem Darabi, un terrorista condenado por los asesinatos de Mykonos. A pesar de ello, Alemania se resistió a las demandas de Irán, y Hofer fue liberado en 2000 y Klein en 2007; Darabi fue deportado a Irán poco después. En ese momento, el gobierno alemán negó las especulaciones sobre un acuerdo con Irán.
A finales de septiembre de 2019, cuando se le preguntó sobre el caso Zaghari-Ratcliffe, el presidente iraní Hasán Rohaní comparó el encarcelamiento de extranjeros en Irán con el encarcelamiento de iraníes en países occidentales, afirmando que los líderes de ambas partes negaban su poder sobre las decisiones de sus propios poderes judiciales y que «todos debemos» ejercer «un esfuerzo constante y concertado [...] para que [...] todos los presos sean liberados [...] pero debe ser un camino que vaya en ambos sentidos».
La detención en 2020 de Jamshid Sharmahd, un ciudadano germano-iraní que vivía en Estados Unidos y que fue capturado por las autoridades iraníes en Dubái en una operación encubierta, avivaron las críticas a la diplomacia alemana. Sharmahd, acusado por Irán de participar en actividades terroristas, fue ejecutado en 2024. Su caso suscitó una importante condena internacional, especialmente hacia la respuesta de Alemania. La periodista Gilda Sahebi criticó al gobierno alemán por no designar públicamente a Sharmahd como rehén político, a diferencia de como lo hicieron los gobiernos austriaco y francés en casos similares.
A comienzos de 2023, en medio de las tensas relaciones entre Azerbaiyán e Irán, el estudiante en una universidad alemana Farid Safarli fue detenido por los Cuerpos de la Guardia Revolucionaria Islámica cuando viajado a Irán para reunirse con su novia iraní. Fue recluido durante dos meses en régimen de aislamiento en la prominente prisión de Evin. Su caso presenta características propias de una situación de secuestro. Su eventual liberación tras casi dos años formó parte de un intercambio de prisioneros que involucró a un espía iraní detenido en Azerbaiyán. Esto concuerda con los patrones observados en otros casos en los que ciudadanos extranjeros son detenidos en Irán bajo cargos controvertidos para ser utilizados como moneda de cambio política.
Para 2022, Irán tenía a entre 20 y 40 extranjeros.

### Rusia
Rusia ha sido acusada de diplomacia de rehenes en los casos de Paul Whelan y Brittney Griner, y ha intercambiado prisioneros con Estados Unidos en el pasado.

### Turquía
Según Eric Edelman y Aykan Erdemir, de la Fundación para la Defensa de las Democracias, el presidente turco Recep Tayyip Erdoğan ha recurrido ampliamente a la diplomacia del rehenes. El caso de Andrew Brunson, un pastor estadounidense que trabajaba en Turquía y fue encarcelado en 2016, se ha citado ampliamente como un caso ejemplar.

### Venezuela
En octubre de 2022, los sobrinos del mandatario venezolano Nicolás Maduro, Efraín Antonio Campo Flores y Francisco Flores, que habían sido encarcelados por Estados Unidos por su participación en el caso de los narcosobrinos, fueron liberados en un intercambio de prisioneros por siete directores estadounidenses de la empresa petrolera Citgo (parte de los Seis de Citgo) que estaban encarcelados en Venezuela.